# Trasporti in Lettonia

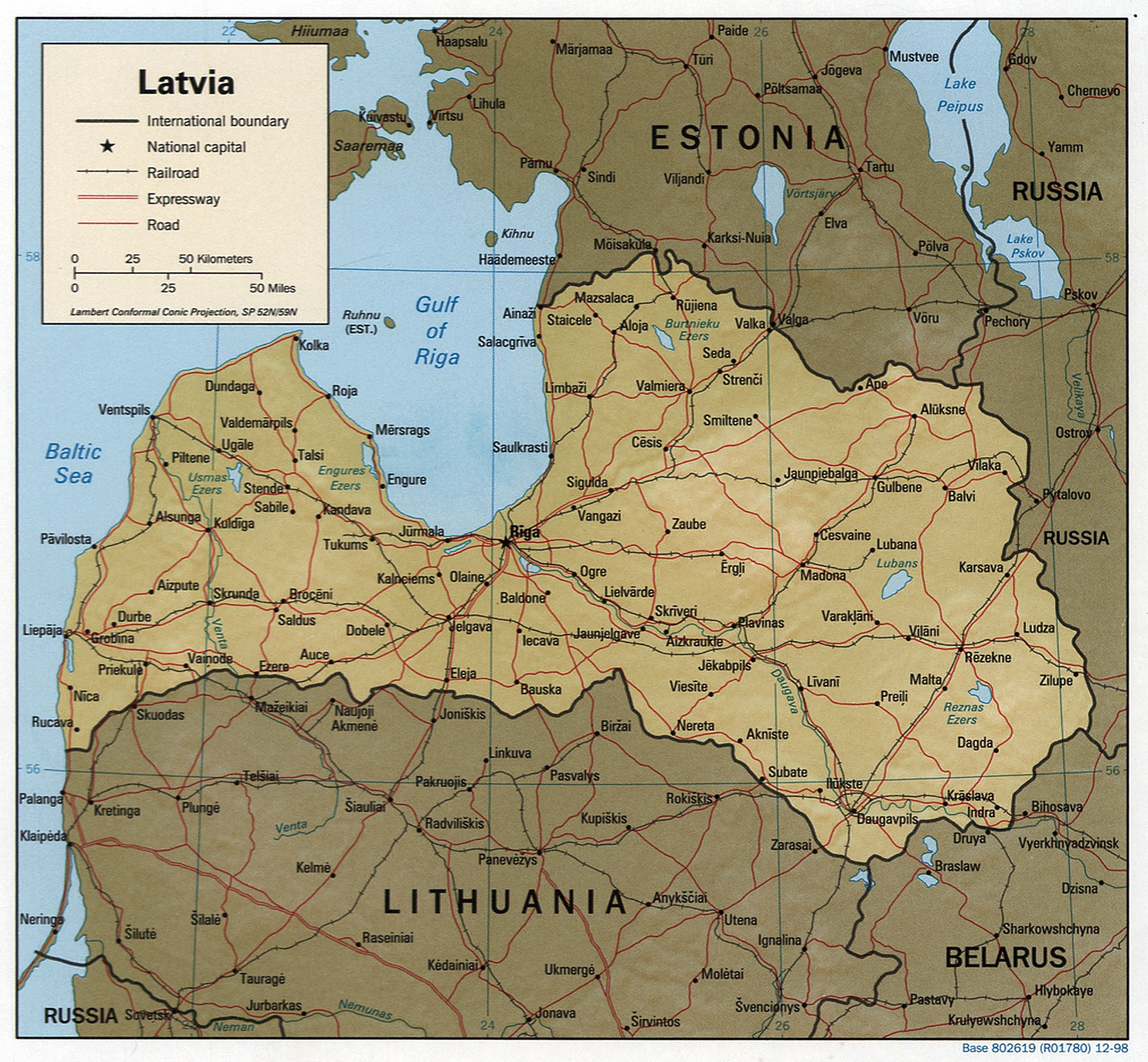
Lettonia: carta geopolitica con rete ferroviaria e stradale

Questa voce raccoglie le principali tipologie di trasporti in Lettonia.

## Trasporti su rotaia

### Rete ferroviaria
In totale: 2347 km di linee ferroviarie pubbliche (dati 2002), gestite dall'azienda di stato Latvijas dzelzceļš.
- scartamento allargato (1524 mm): 2314 km, 270 dei quali elettrificati
- scartamento ridotto (750 mm): 33 km.
- collegamento a reti estere contigue
  - senza cambio di scartamento: Bielorussia, Lituania, Russia ed Ucraina.

### Reti metropolitane
In Lettonia non sono presenti convogli di metropolitana.

### Reti tranviarie
Esistono tranvie soltanto nelle città di Daugavpils, Liepaja e Riga.

## Trasporti su strada
Anche durante il giorno, sulle strade lettoni, è obbligatorio tenere sempre accesi i fari, per cui la maggior parte degli autoveicoli destinati a tale nazione sono predisposti in modo tale che con l'accensione, questa prescrizione si attui automaticamente.

### Rete stradale
Strade pubbliche: in totale 73.202 km (dati 2000)
- asfaltate: 28.256 km, 75 dei quali di autostrade
- bianche: 44.946 km.

### Reti filoviarie
Un unico sistema filoviario è presente dal 1947 nella capitale, Riga.

### Autolinee
In tutte le zone abitate sono presenti aziende pubbliche e private che gestiscono trasporti urbani, suburbani, interurbani e turistici esercitati con autobus.

## Idrovie
Sono presenti 300 km di acque perennemente navigabili.

## Porti e scali
- Liepaja
- Riga
- Ventspils.

## Trasporti aerei

### Aeroporti
In totale: 51 (dati 2003)
a) con piste di rullaggio pavimentate: 27
- oltre 3047 m: 0
- da 2438 a 3047 m: 7
- da 1524 a 2437 m: 2
- da 914 a 1523 m: 2
- sotto 914 m: 16.

b) con piste di rullaggio non lastricate: 24
- oltre 3047 m: 0
- da 2438 a 3047 m: 1
- da 1524 a 2437 m: 2
- da 914 a 1523 m: 1
- sotto 914 m: 20.